# Hagagölen (Byarums socken, Småland)
Hagagölen är en sjö i Vaggeryds kommun i Småland och ingår i Lagans huvudavrinningsområde. Sjön är 4,6 meter djup, har en yta på 0,006 kvadratkilometer och är belägen 256 meter över havet.